# Halligbahn Lüttmoorsiel–Nordstrandischmoor
| |                     |                                       |                                       |
| Streckennummer (DB): | —                   |                                       |                                       |
| Kursbuchstrecke (DB): | —                   |                                       |                                       |
| Streckenlänge: | 3,5 km              |                                       |                                       |
| Spurweite: | 600 mm (Schmalspur) |                                       |                                       |
| |                     |                                       |                                       |
| \| \| \| Cecilienkoog \| \| \| \| \| Lüttmoorsiel (Streckenende seit 1988) \| \| \| \| \| \| \| \| \| \| Spitzkehre zur Deichquerung \| \| \| \| \| Ausweichstelle \| \| \| \| \| Damm nach Nordstrandischmoor \| \| \| \| \| Ausweichstelle \| \| \| \| \| \| \| \| \| \| \| \| \| \| \| Nordstrandischmoor \| \| \| \| \| Siel \| \| \| \| \| Neuwarft \| \| |                     |                                       |                                       |
| Betriebs-/Güterbahnhof Streckenanfang (Strecke außer Betrieb) |                     | Cecilienkoog                          | Cecilienkoog                          |
| Betriebs-/Güterbahnhof Streckenanfang · Strecke (außer Betrieb) |                     | Lüttmoorsiel (Streckenende seit 1988) | Lüttmoorsiel (Streckenende seit 1988) |
| Verschwenkung nach links · Verschwenkung nach rechts (Strecke außer Betrieb) |                     |                                       |                                       |
| |                     | Spitzkehre zur Deichquerung           |                                       |
| |                     | Ausweichstelle                        |                                       |
| |                     | Damm nach Nordstrandischmoor          |                                       |
| |                     | Ausweichstelle                        |                                       |
| |                     |                                       |                                       |
| Verschwenkung von links · Verschwenkung von rechts |                     |                                       |                                       |
| Strecke · Betriebs-/Güterbahnhof Streckenende |                     | Nordstrandischmoor                    | Nordstrandischmoor                    |
| Brücke über Wasserlauf |                     | Siel                                  | Siel                                  |
| Betriebs-/Güterbahnhof Streckenende |                     | Neuwarft                              | Neuwarft                              |

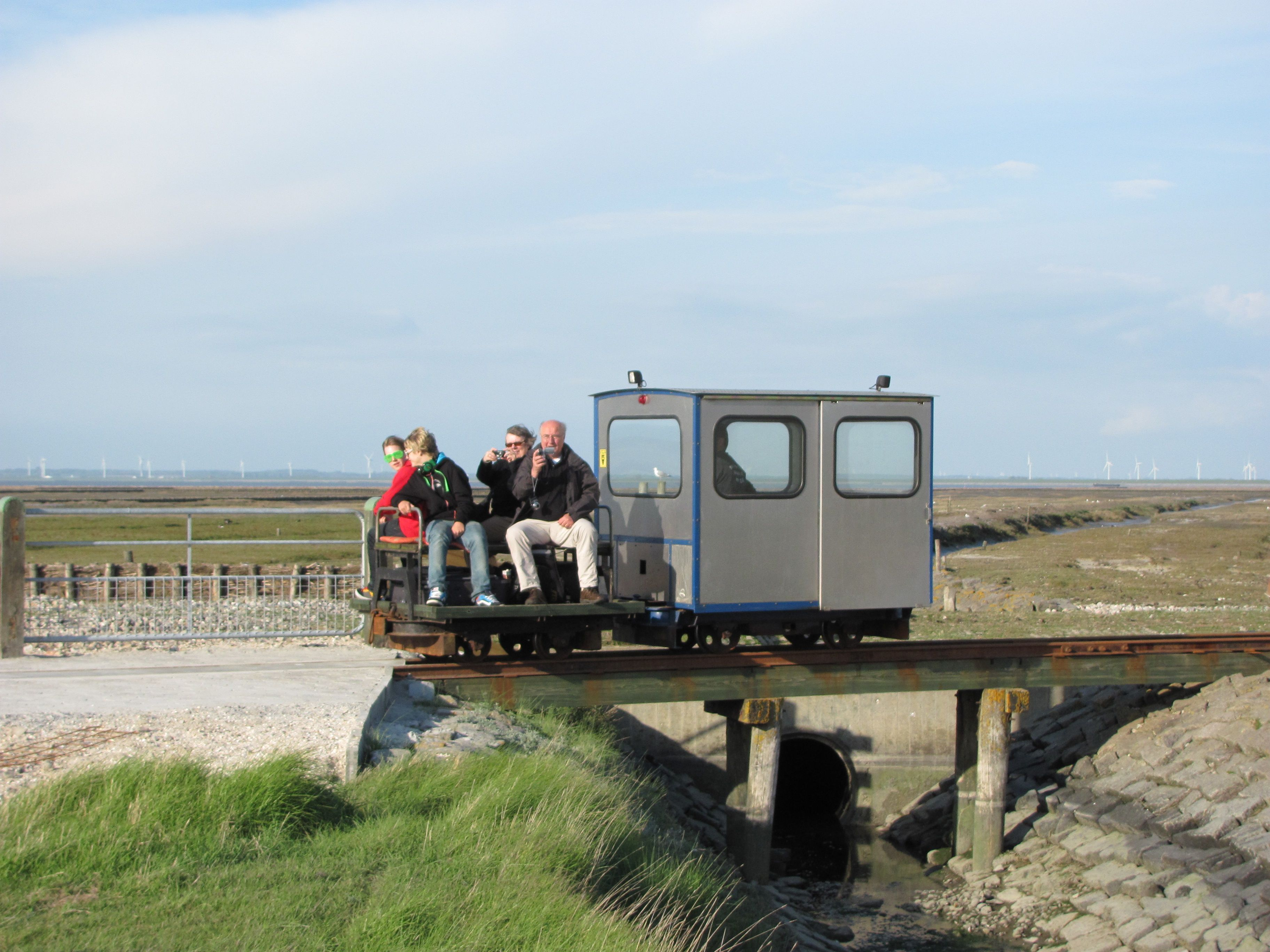
Zug auf der einzigen Brücke der Bahn

Die Baubahn Lüttmoorsiel–Nordstrandischmoor, auch Lorenbahn genannt, ist eine 1934 eröffnete Halligbahn in der Spurweite von 600 mm durch das nordfriesische Wattenmeer vom Beltringharder Koog zur Hallig Nordstrandischmoor.

## Rechtsstatus
Die Bahn ist eine nicht-öffentliche Bahnanlage im Eigentum des Landes Schleswig-Holstein, die vom Landesbetrieb für Küstenschutz, Nationalpark und Meeresschutz Schleswig-Holstein (LKN-SH) betrieben wird.

## Geschichte
Die Bahn wurde für den Transport von Baumaterial zur Befestigung der Hallig und der Lahnungen 1933/34 vom Cecilienkoog über einen Pfahldamm nach Nordstrandischmoor gebaut. Die Länge betrug 7 km. Am 1. März 1956 wurde die Strecke durch Eisgang zerstört, danach aber wieder errichtet. 1977 wurde der Pfahldamm mit Bruchsteinen aufgefüllt, um die Strecke standsicherer zu machen. Als im Jahr 1987 der neue Seedeich um den Beltringharder Koog geschlossen wurde, wurde der Streckenabschnitt zwischen dem Cecilienkoog und dem neuen Außendeich aufgegeben. Die nun noch betriebene Reststrecke hat eine Länge von 3,6 km. Im Jahr 2000 wurde ein neuer, höherer Lorendamm errichtet, der nun weitgehend gezeitenunabhängig befahren werden kann und nur bei Sturmflut nicht passierbar ist.

## Infrastruktur
Die Hauptabstellanlage der Bahn befindet sich unmittelbar hinter dem neuen Außendeich. Neben dem Bauhof des LKN-SH gibt es dort auch ein Besucherzentrum mit dem Café Lüttmoorsiel. Der Außendeich selbst wird mit einer Spitzkehre überfahren und hat an der Seeseite eine erste Ausweichstelle. Es folgt der Damm von über 3 km Länge. In dessen Mitte befindet sich eine weitere Ausweichstelle. Auf der Hallig verzweigt sich die Strecke seit 2004 zum Bahnhof Nordstrandischmoor und zur Neuwarft, die als einzige der vier Warften von Nordstrandischmoor einen eigenen Eisenbahnanschluss hat. Vor der Warft wurde eine Ausweiche als Winterbahnhof eingerichtet, von wo aus die Fahrzeuge bei Überflutung der Hallig (Land unter) auf die Warft gefahren werden können. Auf dem Damm sind Betonschwellen in Bitumen verlegt, auf denen Schienen des Profils S33 liegen.

## Fahrzeuge und Verkehr
Ein Teil der Fahrzeuge gehört dem LKN-SH. Es handelt sich um zwei Lokomotiven, Güterwagen für den Baubetrieb und zwei Bauwagen, die der Unterkunft für Arbeiter während der Bauarbeiten dienen.
Die übrigen Fahrzeuge gehören den Bewohnern von Nordstrandischmoor. Jeder Haushalt unterhält dort eine eigene Lore. Das sind dieselgetriebene Draisinen, zum Teil mit einem Anhänger. Anfangs wurden die Loren auch per Segel durch Wind vorangetrieben. Diese Fahrzeuge dienen ausschließlich dem Eigenbedarf der Inselbewohner und ihrer Gäste. Kommerzieller Verkehr findet nicht statt. Um die Fahrberechtigung zu erlangen, sind ein Mindestalter von 15 Jahren und ein Mofa-Führerschein erforderlich.

## Lorenbahn
Der örtliche Sprachgebrauch spricht von Lorenbahn. Als Lore wird dabei jedes Fahrzeug bezeichnet – gleichgültig ob motorisiert oder nicht –, das die Strecke befährt. Insofern unterscheidet sich der Sprachgebrauch von dem im Eisenbahnbetrieb üblichen Begriff der Lore für einen abkippbaren Wagen zum Transport von Schüttgütern.

## Galerie

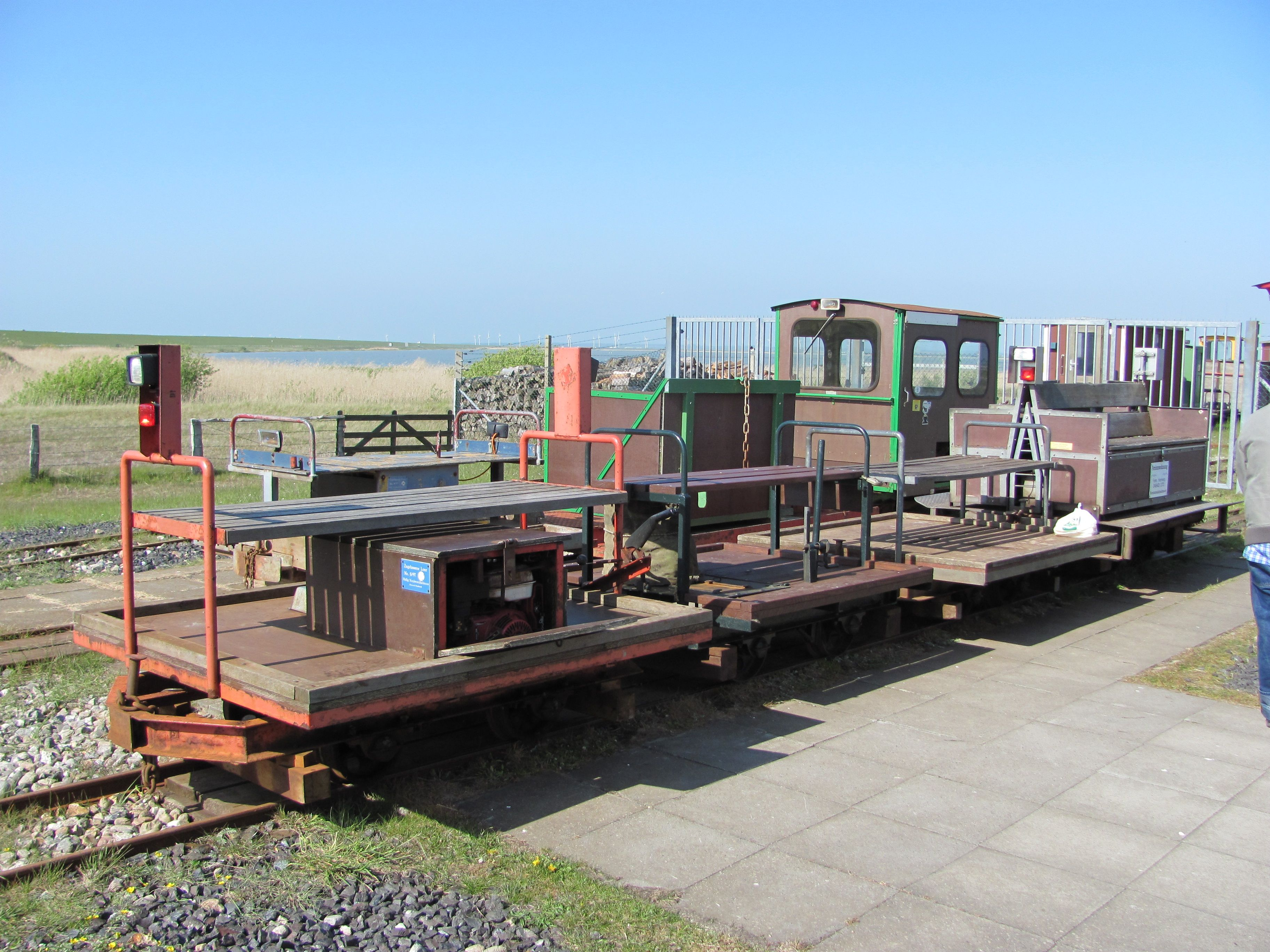
Fahrzeugpark in der Abstellanlage auf dem Festland
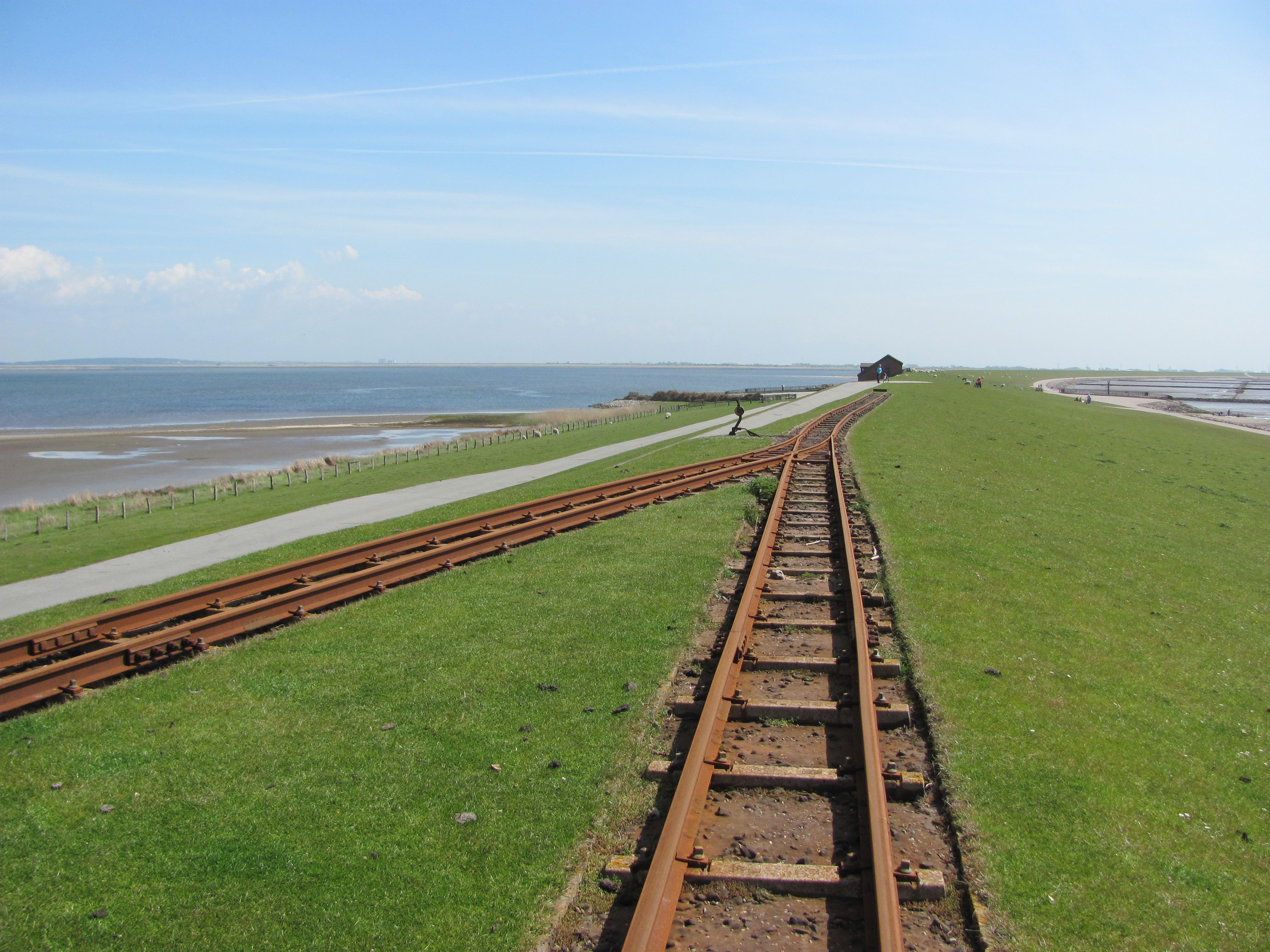
Spitzkehre auf der Deichkrone
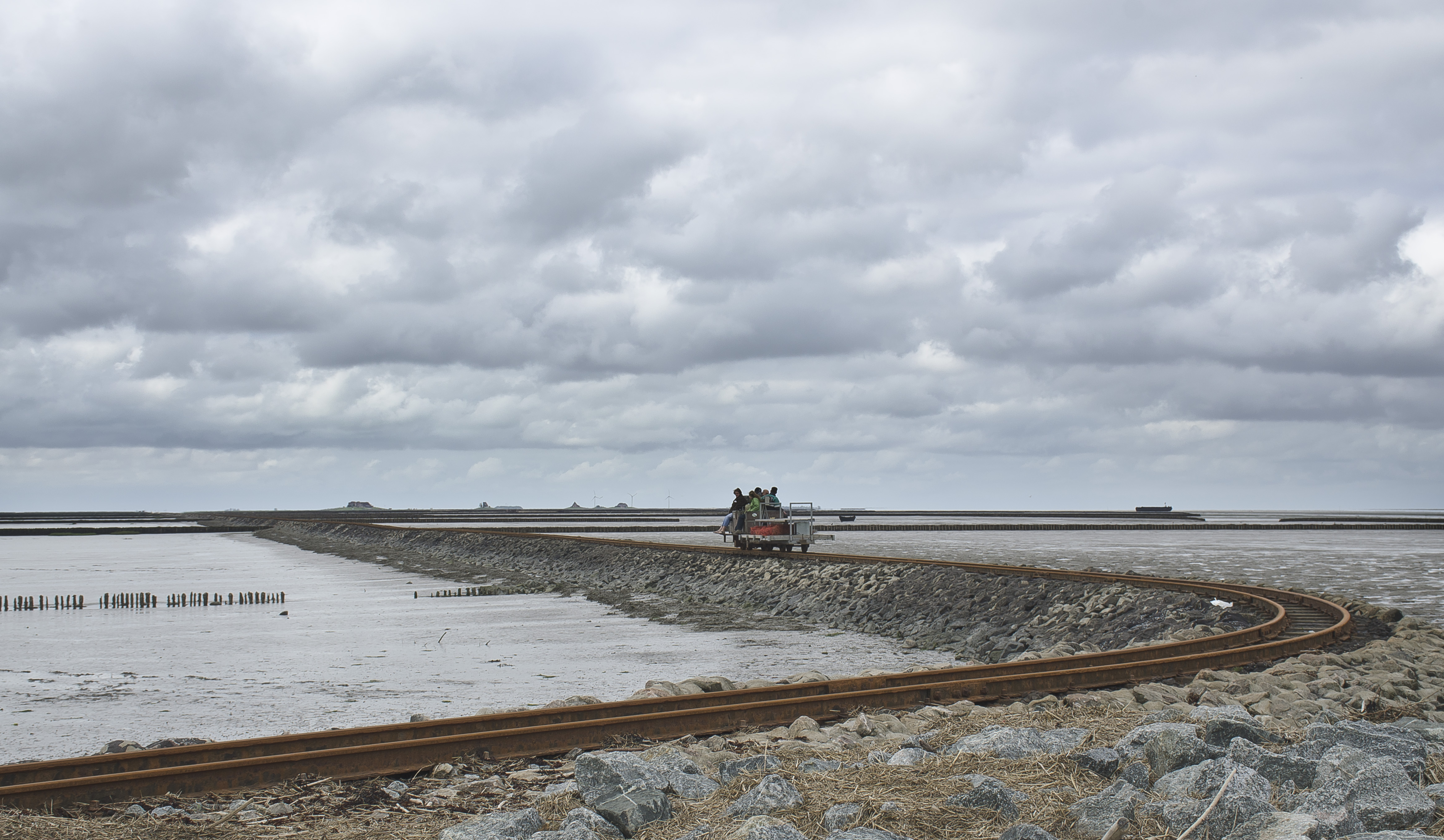
Der Lorendamm, im Hintergrund von links nach rechts: Neuwarft, Amalienwarft, Halberwegwarft und Norderwarft
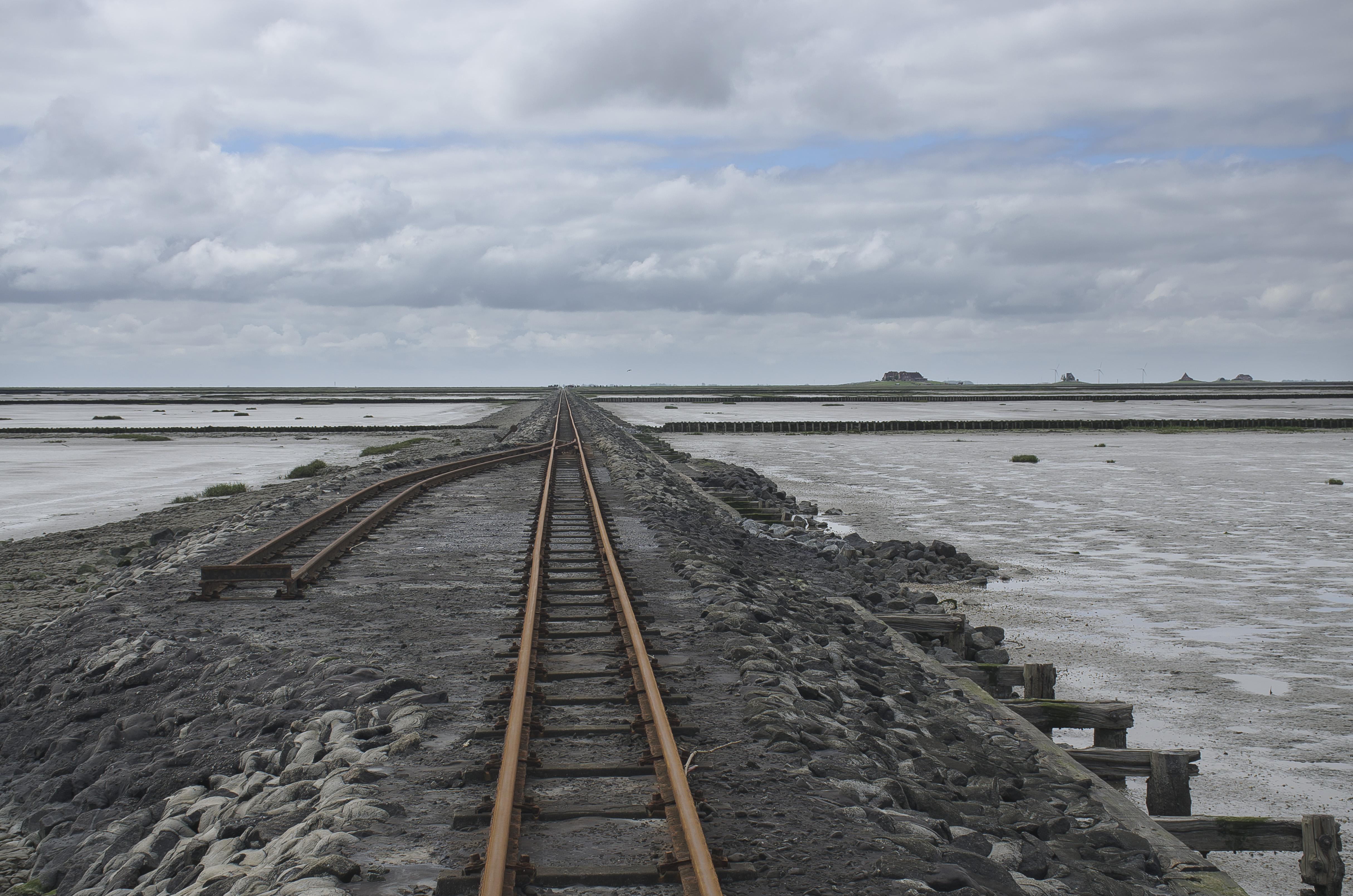
Ausweichmöglichkeit auf dem Damm
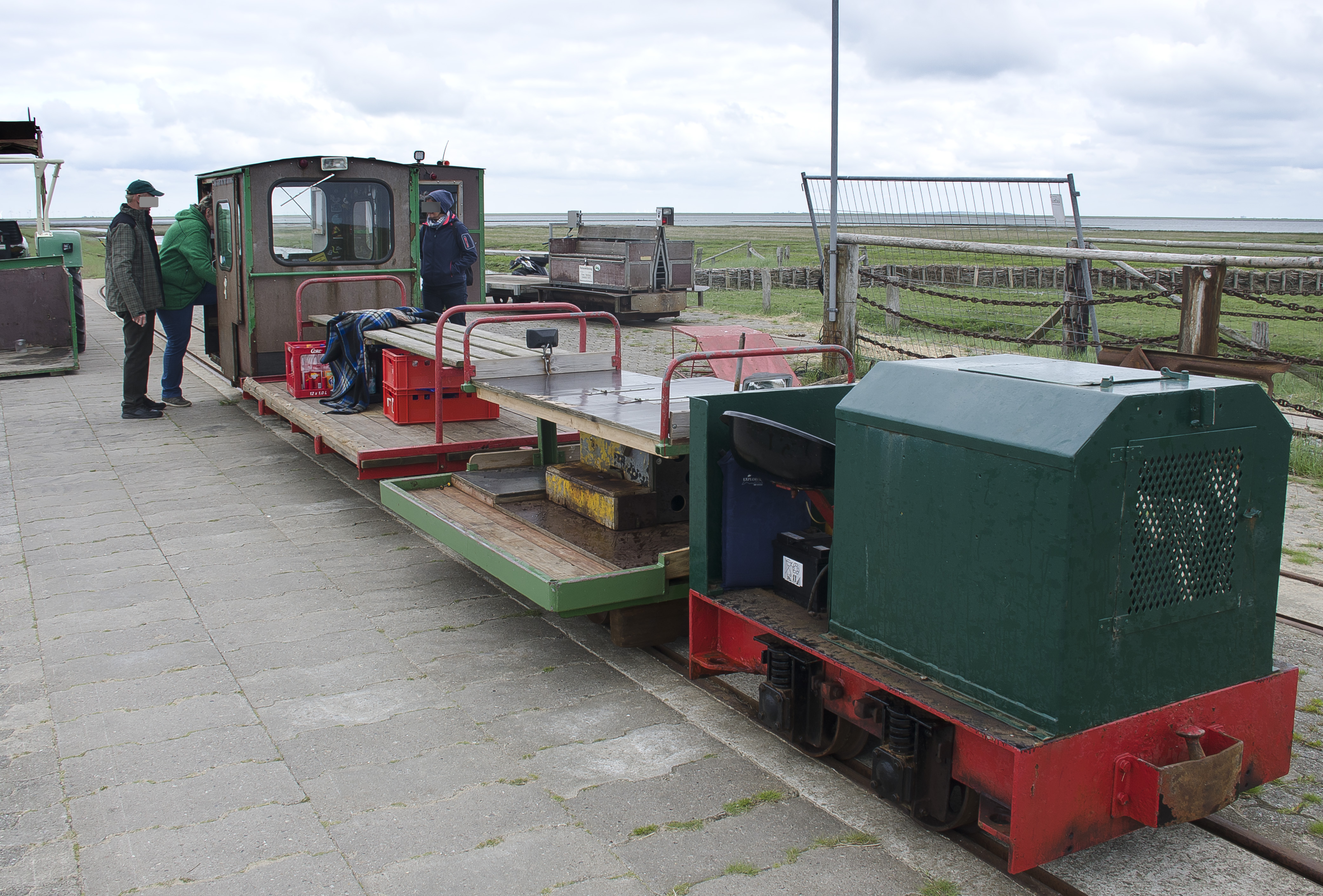
"Bahnhof" auf der Hallig
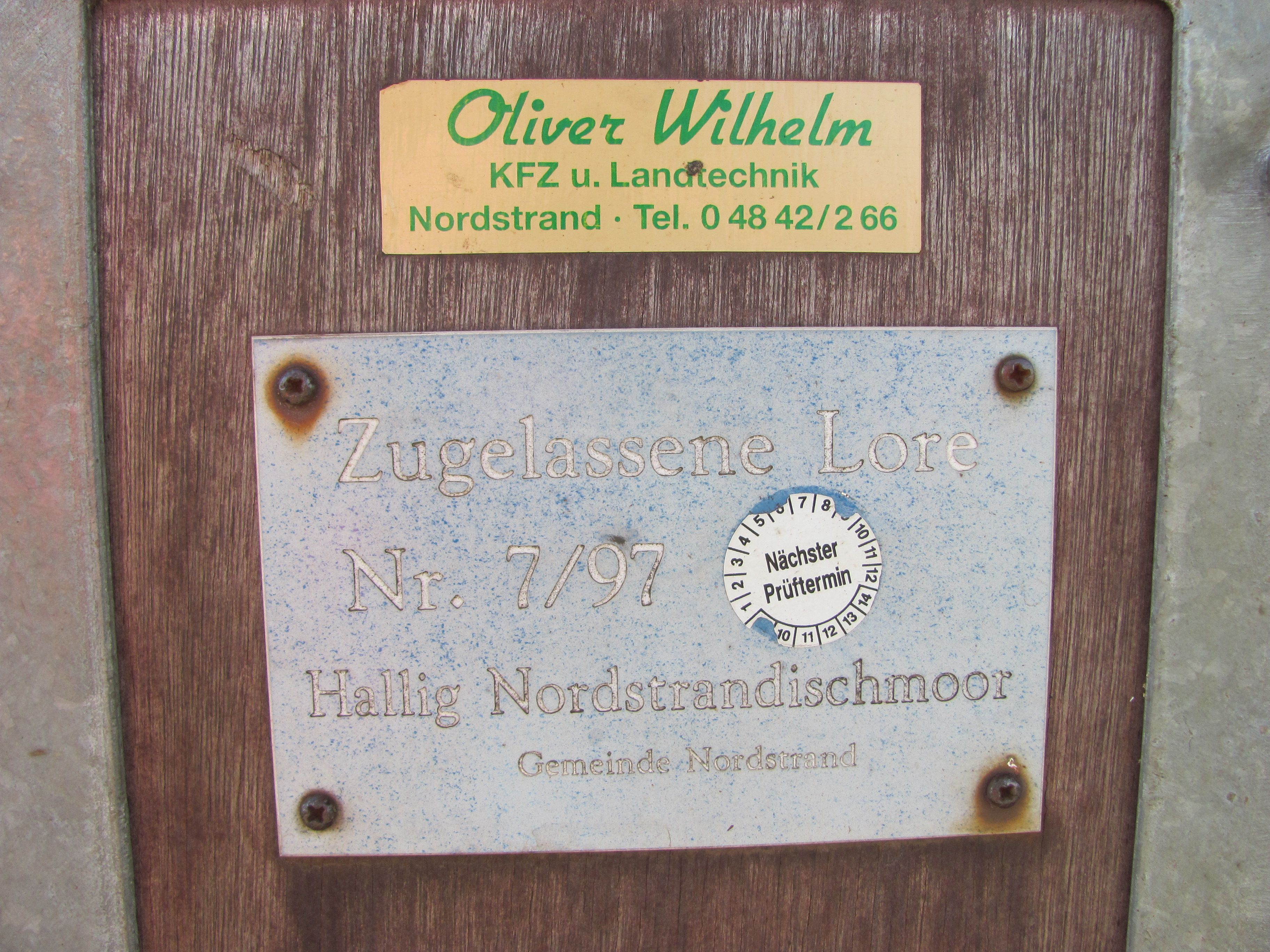
TÜV-Plakette für „Lokomotive“
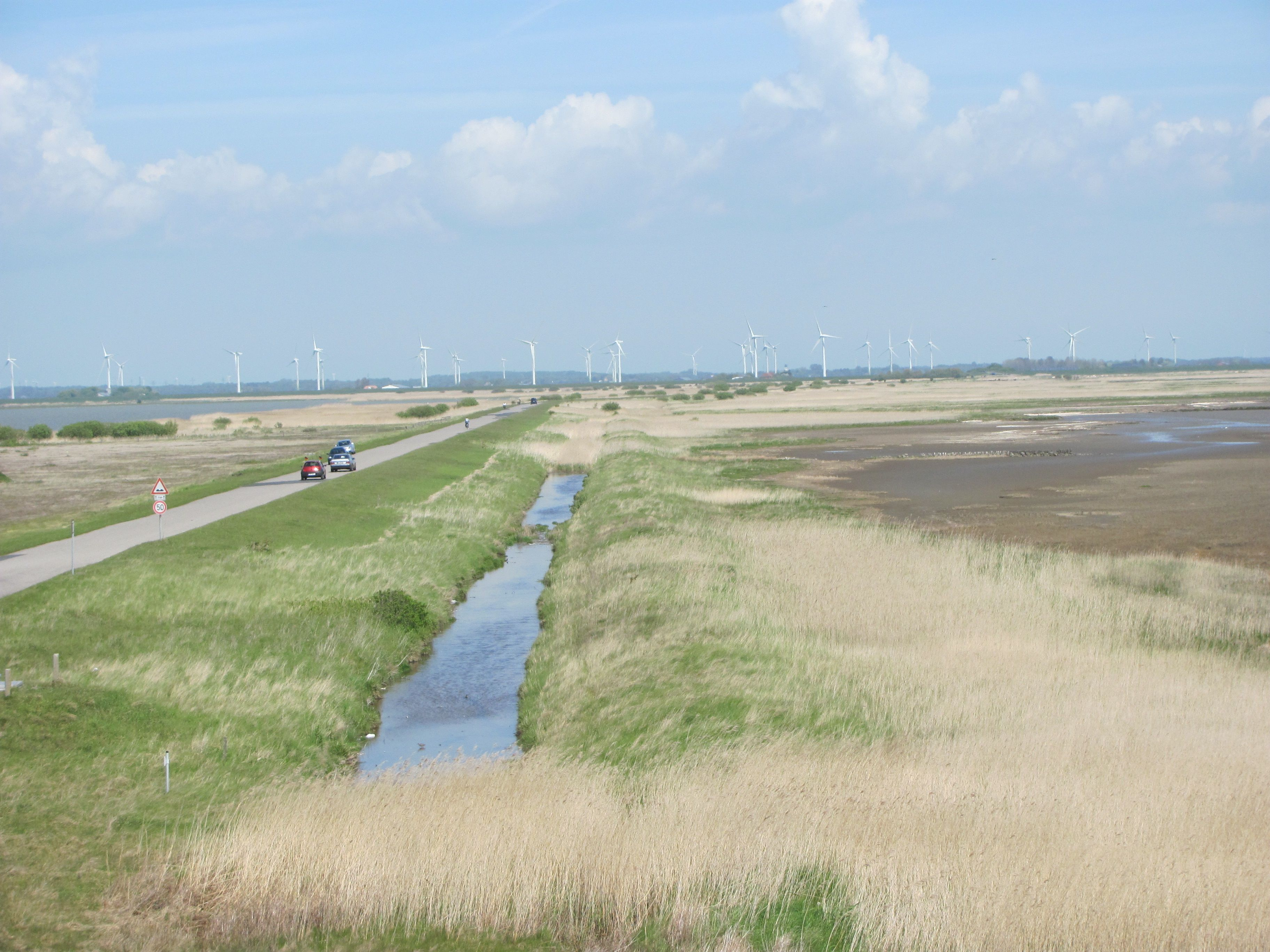
Aufgegebenes Streckenstück zwischen Cecilienkoog und Lüttmoorsiel (der ehemalige Bahndamm ist rechts des Kanals zu erkennen)